# Lydia Hauenschild
Lydia Hauenschild (* 5. Dezember 1957 in Deggendorf) ist eine deutsche Schriftstellerin, die vor allem durch Bücher über und für Kinder und Jugendliche bekannt geworden ist.

## Leben
Nach dem mathematisch-naturwissenschaftlichen Abitur am Comenius-Gymnasium Deggendorf studierte Hauenschild, deren Vater einen Bauernhof besaß, von 1977 bis 1981 Agrarwissenschaften an der Universität Göttingen. Sie schloss das Studium als Diplom-Agraringenieurin ab und war bis 1984 in diesem Beruf tätig. Zum Schreiben kam Hauenschild durch die Geburt ihrer Zwillinge (* 1985). Da es auf dem Buchmarkt keinen Ratgeber für werdende Zwillingseltern gab, verfasste sie ihn selbst. Seit diesem ersten Buchprojekt ist Hauenschild hauptberuflich als freie Autorin für mehrere Verlage tätig.
Der Schwerpunkt liegt auf Sachbüchern und Erzählungen für Kinder. Von der Bertelsmann-Stiftung erhielt Hauenschild 1993 ein Stipendium für das Seminar zur Fortbildung von Drehbuchautoren im Bereich Kinder- und Jugendliteratur. Bislang erschienen von ihr 72 Bücher – für Erwachsene 3, für Jugendliche 8 und für Kinder 61 – in einer deutschen Gesamtauflage von über einer Million Exemplaren. Mehrere ihrer Werke wurden ins Dänische, Norwegische, Koreanische, Tschechische, Slowakische, Ungarische, Rumänische, Ukrainische, Russische, Französische, Italienische, Türkische, Chinesische oder Persische (Farsi) übersetzt. Zahlreiche Texte wurden auch in Anthologien veröffentlicht.
Hauenschild wohnte von 1986 bis 2016 in der pfälzischen Ortsgemeinde Dirmstein. Dort war sie 1996 Gründungsmitglied des Kulturvereins St. Michael. Heute lebt sie mit ihrem Mann in der Nähe von Freiburg im Breisgau.

## Werke

### Für Erwachsene
- Zwillinge – die doppelte süße Last. Gerd J. Holtzmeyer Verlag, Erstaufl. 1988 (überarbeitete Neuauflagen im BuchVerlag für die Frau 1998, 2004 und 2006). ISBN 978-3-932720-64-2.
- Wann trägt man als Mutter schon Seidenstrümpfe? Gerd J. Holtzmeyer Verlag, 1989 (als Taschenbuch bei dtv 1992; Neuausgabe im BuchVerlag für die Frau 1998). ISBN 978-3-932720-65-9.
- Ohne Netz und doppelten Boden. Gerd J. Holtzmeyer Verlag, 1991. ISBN 978-3-923722-41-9.

### Für Jugendliche ab zehn Jahren
- Wie kommt die Farbe in die Jeans? Ensslin Verlag, 1993. ISBN 978-3-7709-0810-3.
- Ich hab so tierisch viele Fragen! Ensslin Verlag, 1995. ISBN 978-3-7709-0874-5.
- Stixx on Stage. arsEdition, 2005. ISBN 978-3-7607-3982-3.
- Stixx im Erfolgsfieber. arsEdition, 2006. ISBN 978-3-7607-4043-0.
- Reine Mädchensache. arsEdition, 2014. ISBN 978-3-7607-9863-9.
- Ich bin, wie ich bin. arsEdition, 2017. ISBN 978-3-8458-2068-2.
- For Boys only. arsEdition, 2019. ISBN 978-3-8458-2854-1.
- Under construction. Das Aufklärungsbuch für Mädchen. arsEdition, 2020. ISBN 978-3-8458-3431-3.

### Für Kinder zwischen fünf und zehn Jahren
- Der Summstein. Rowohlt Verlag, 1998, ISBN 978-3-499-20928-4 (auch erschienen als Das verschwundene Klavier. Edition Hieber, 2004). ISBN 978-3-938223-32-1.
- Kleine Pferdegeschichten. arsEdition, 2000. ISBN 978-3-7607-3835-2.
- Gestatten, Herr Hugo! arsEdition, 2002 (Neuausgabe bei BoD, 2012). ISBN 978-3-7607-3875-8.
- Kunterbunte Feuerwehrgeschichten. arsEdition, 2003. ISBN 978-3-7607-1585-8.
- Geisterspuk rund um die Uhr. arsEdition, 2004. ISBN 978-3-7607-1599-5.
- Leselöwen Feuerwehr-Wissen. Loewe-Verlag, 2005. ISBN 978-3-7855-5381-7.
- Leselöwen Polizei-Wissen. Loewe-Verlag, 2005. ISBN 978-3-7855-5573-6.
- Das weiß ich über Ritter. Loewe-Verlag, 2006. ISBN 978-3-7855-5625-2.
- Das weiß ich über Ponys. Loewe-Verlag, 2006. ISBN 978-3-7855-5715-0.
- Leselöwen Weltraum-Wissen. Loewe-Verlag, 2006. ISBN 978-3-7855-5729-7.
- Frag mich was: Wilde Tiere. Loewe-Verlag, 2006. ISBN 978-3-7855-5614-6.
- Frag mich was: Bauernhof. Loewe-Verlag, 2006. ISBN 978-3-7855-5880-5.
- Frag mich was: Unter der Erde. Loewe-Verlag, 2007. ISBN 978-3-7855-4644-4.
- Leselöwen Mittelalter-Wissen. Loewe-Verlag, 2007. ISBN 978-3-7855-4670-3.
- Das weiß ich über Indianer. Loewe-Verlag, 2007. ISBN 978-3-7855-4597-3.
- Das weiß ich über die Polizei. Loewe-Verlag, 2007. ISBN 978-3-7855-5848-5.
- Das weiß ich über den Bauernhof. Loewe-Verlag, 2008. ISBN 978-3-7855-5977-2.
- Kleine Fohlengeschichten. arsEdition, 2008. ISBN 978-3-7607-2597-0.
- Frag mich was: Steinzeit. Loewe-Verlag, 2008. ISBN 978-3-7855-6033-4.
- Frag mich was: Mineralien und Gesteine. Loewe-Verlag, 2009. ISBN 978-3-7855-6034-1.
- Die Piranha-Piraten und die geraubte Perlenkette. Loewe-Verlag, 2009. ISBN 978-3-7855-6485-1.
- Findest du die Spur? Die geraubte Perlenkette. Überarbeitete Neuauflage. Loewe-Verlag, 2023. ISBN 978-3-7432-1567-2.
- Die Piranha-Piraten und die gestohlene Jacht. Loewe-Verlag, 2009. ISBN 978-3-7855-6486-8.
- Findest du die Spur? Die gestohlene Jacht. Überarbeitete Neuauflage. Loewe-Verlag, 2022. ISBN 978-3-7432-1339-5.
- Die Piranha-Piraten und der Überfall am Fährhafen. Loewe-Verlag, 2009. ISBN 978-3-7855-6610-7.
- Findest du die Spur? Spuk im Burgturm. Überarbeitete Neuauflage. Loewe-Verlag, 2023. ISBN 978-3-7432-1341-8.
- Die Piranha-Piraten jagen den Brandstifter. Loewe-Verlag, 2010. ISBN 978-3-7855-6591-9.
- Findest du die Spur? Der große Brand. Überarbeitete Neuauflage. Loewe-Verlag, 2022. ISBN 978-3-7432-1340-1
- Frag mich was: Wikinger. Loewe-Verlag, 2010. ISBN 978-3-7855-6611-4.
- Dezembergeschichten. Landesbibliothekszentrum Rheinland-Pfalz, 2010.[1]
- Die Fee Mirabella. arsEdition, 2011. ISBN 978-3-7607-6360-6.
- Jetzt bin ich endlich Schulkind. arsEdition, 2014. ISBN 978-3-8458-0206-0.
- Ich war das nicht! Don Bosco Verlag, 2015.
- Die Schule ist ein großes Haus. Don Bosco Verlag, 2016. ISBN 978-3-7698-2220-5.
- Bei ROT bleib ich stehen! arsEdition, 2017. ISBN 978-3-8458-1734-7.

### Bilderbücher für Kinder ab zwei Jahren
- Hallo Baby, wann kommst du? arsEdition, 2014. ISBN 978-3-7607-9856-1.
- Ein Baby für Mia. Ravensburger, 2017. ISBN 978-3-473-43661-3.
- 1,2,3 – schnullerfrei! Ravensburger, 2017. ISBN 978-3-473-43662-0.
- Lina will aber! Ravensburger, 2017.  ISBN 978-3-473-43660-6.
- Finn geht aufs Töpfchen. Ravensburger, 2017. ISBN 978-3-473-43663-7.
- Klopf, Klopf, Klopf! Wo ist der Honigtopf? arsEdition, 2017. ISBN 978-3-8458-1170-3.
- Bärig bunte Weihnachten. arsEdition, 2017. ISBN 978-3-8458-1975-4.
- Beim Weihnachtsmann zuhaus! arsEdition, 2017. ISBN 978-3-8458-1976-1.
- Weihnachten im Wald. arsEdition, 2017. ISBN 978-3-8458-1974-7.
- Die Wichtelbäckerei. arsEdition, 2017. ISBN 978-3-8458-1977-8.
- 10 Eier für den Osterhasen. arsEdition, 2020. ISBN 978-3-8458-3036-0.
- Wir helfen dem Osterhasen. arsEdition, 2020. ISBN 978-3-8458-3035-3.
- Hallo Baby, wohnst du jetzt auch hier? arsEdition, 2020. ISBN 978-3-8458-3577-8.

### Texte für das japanische Erzähltheater Kamishibai
- Weihnachten mit Omalücke. Don Bosco Verlag, 2013 (Thema Tod). EAN 4260179511493
- Emilys merkwürdiger Mischmasch-Mittwoch. Don Bosco Verlag, 2014. EAN 4260179511714.
- Ich war das nicht! Don Bosco Verlag, 2015. EAN 4260179512353.
- Die Schule ist ein großes Haus. Don Bosco Verlag, 2016. EAN 4260179513183.
- Opa und ich Hand in Hand. Don Bosco Verlag, 2016. EAN 4260179513817.
- Timo lernt Nein sagen. Don Bosco Verlag, 2017. EAN 4260179514166.
- Wie der Apfel wächst. Don Bosco Verlag, 2017. EAN 4260179514487.
- Ein Baby wächst in Mamas Bauch. Don Bosco Verlag, 2018. EAN 4260179514906.
- Wie aus Getreide Brot wird. Don Bosco Verlag, 2018. EAN 4260179515224.
- Von fleißigen Bienen und leckerem Honig. Don Bosco Verlag, 2019. EAN 4260179515.
- So leben die Tiere im Winter. Don Bosco Verlag, 2019. EAN 4260179515231.
- Wie wir Schmetterling und Biene in unseren Garten locken. Don Bosco Verlag, 2020. EAN 4260179516.
- Vom Schaf zur Wolle. Wie ein Faden entsteht. Don Bosco Verlag, 2021. EAN 4260179517242.
- So leben die Tiere in der Nacht. Don Bosco Verlag, 2021. EAN 4260179519239.
- Das nehm ich mir einfach! Don Bosco Verlag, 2022. EAN 4260694922.
- Wo der Ketchup wächst. Wie die Tomate keimt und reift. Don Bosco Verlag, 2022. EAN 4260694920275.
- Warum glitzert Schnee? Don Bosco Verlag, 2022. EAN 4260694920541.
- Was macht der Regenwurm im Garten? Don Bosco Verlag, 2023. EAN 4260694921265.
- ‘‘Ein Hund als Freund. Leben mit einem Haustier.‘‘ Don Bosco Verlag, 2024.

### Hörtexte
- Leselöwen Polizei-Wissen. CD, Jumbo-Medien, 2006. EAN 4012144232625.
- Leselöwen Feuerwehr-Wissen. CD, Jumbo-Medien, 2007. ISBN 978-3-8371-5812-0.
- Ostern auf dem Bauernhof. Podcast, 5:26 Min., Mainzer Kulturtelefon, 2010.[2]

### Video in Gebärdensprache
- Bei Rot bleib ich stehen! Landesverband der Gehörlosen Hessen (Projekt Kindergeschichten in Gebärdensprache), 2017.